# 대곡항 (남해군)
대곡항(大谷港)은 경상남도 남해군 창선면 진동리, 대곡마을 인근에 있는 어항이다. 2002년 8월 6일 어촌정주어항으로 지정하여 관리하고 있다. 시설관리자는 남해군수이다.

## 어항 연혁
- 골짜기가 깊고 농토가 넓어 대곡(大谷)이라 불렀다고 한다.

## 어항 시설
- 선착장 L=109m, B=5.0m, 물량장 L=80m, B=25m

## 주요 어종
- 장어, 도다리, 노래미, 볼락 등